# قلعه شهید
قلعه شهید، روستایی در دهستان پشت‌رود بخش مرکزی شهرستان نرماشیر در استان کرمان ایران است.

## جمعیت
بر پایه سرشماری عمومی نفوس و مسکن در سال ۱۳۹۵، جمعیت این روستا برابر با ۱٬۹۲۳ نفر (۵۷۹ خانوار) بوده‌است.